# Тхэквондо на летней Универсиаде 2011
Соревнования по тхэквондо на летней Универсиаде 2011 года прошли с 18-23 августа в Шэньчжэне (Китай), где был разыгран 21 комплект наград.

## Общий медальный зачёт
| Место | Страна           | Золото | Серебро | Бронза | Всего |
| ----- | ---------------- | ------ | ------- | ------ | ----- |
| 1     | Республика Корея | 7      | 3       | 4      | 14    |
| 2     | Китай            | 4      | 2       | 1      | 7     |
| 3     | Россия           | 3      | 0       | 3      | 6     |
| 4     | Турция           | 2      | 4       | 4      | 10    |
| 5     | Иран             | 1      | 4       | 3      | 8     |
| 6     | Китайский Тайбэй | 1      | 1       | 3      | 5     |
| 7     | Франция          | 1      | 1       | 2      | 4     |
| 8     | Австралия        | 1      | 0       | 1      | 2     |
| 9     | Таиланд          | 1      | 0       | 0      | 1     |
| 10    | Испания          | 0      | 2       | 2      | 4     |
| 11    | Вьетнам          | 0      | 1       | 3      | 4     |
| 12    | Марокко          | 0      | 1       | 1      | 2     |
| 13    | Бразилия         | 0      | 1       | 0      | 1     |
| 13    | Филиппины        | 0      | 1       | 0      | 1     |
| 15    | Мексика          | 0      | 0       | 6      | 6     |
| 16    | Венгрия          | 0      | 0       | 2      | 2     |
| 17    | Канада           | 0      | 0       | 1      | 1     |
| 17    | Куба             | 0      | 0       | 1      | 1     |
| 17    | Кипр             | 0      | 0       | 1      | 1     |
| 17    | Египет           | 0      | 0       | 1      | 1     |
| 17    | Германия         | 0      | 0       | 1      | 1     |
| 17    | Молдова          | 0      | 0       | 1      | 1     |
| 17    | США              | 0      | 0       | 1      | 1     |
| Всего | Всего            | 21     | 21      | 42     | 84    |

## Мужчины
| Дисциплина                                                       | Золото                      | Серебро                          | Бронза                                                                           |
| ---------------------------------------------------------------- | --------------------------- | -------------------------------- | -------------------------------------------------------------------------------- |
| До 54 кг Отчёт (недоступная ссылка)                              | Джерранат Накавирой Таиланд | Сюй Цзялинь Китайская Республика | Эрдал Алдемир Турция Пан Ёнхан Южная Корея                                       |
| До 58 кг Отчёт (недоступная ссылка)                              | Сафван Халил Австралия      | Хади Мостеан Лорон Иран          | Серкан Ток Турция Андрей Ротару Молдова                                          |
| До 63 кг                                                         | Умут Билдык Турция          | Стивен Барклайс Франция          | Альфонсо Виктория Эспиноса де Лос Рейес Мексика Чжу Юаньчжи Китайская Республика |
| До 68 кг Отчёт (недоступная ссылка)                              | Ким Хун Южная Корея         | Бутч Моррисон Филиппины          | Идулио Ислас Мексика Сезар Мари Пуэрта Испания                                   |
| До 74 кг Отчёт (недоступная ссылка)                              | Ким Сон-ук Южная Корея      | Фарзад Золгадри Иран             | Кристос Пилавакис Кипр Фернандо Сальвадор Коррал Ортега Мексика                  |
| До 80 кг Отчёт (недоступная ссылка)                              | Мехран Аскари Иран          | Юнус Сари Турция                 | Авет Османов Россия Иссам Чернуби Марокко                                        |
| До 87 кг                                                         | Пак Ёнхён Южная Корея       | Гильерме Феликс Бразилия         | Бруак Эски Турция Рухолла Талеби Каханги Иран                                    |
| Свыше 87 кг Отчёт (недоступная ссылка)                           | Арсен Цинаридзе Россия      | Али Сари Турция                  | Робелис Деспанье Куба Балаш Тот Венгрия                                          |
| Индивидуальные соревнования по пхумсэ Отчёт (недоступная ссылка) | Чжу Юйсян Китай             | Ян Джу Мин Южная Корея           | Нгуен Динь Тоан Вьетнам Али Надали Наджафабади Иран                              |
| Командные соревнования по пхумсэ Отчёт (недоступная ссылка)      | Южная Корея                 | Китай                            | Вьетнам Иран                                                                     |

## Женщины
| Дисциплина                                                       | Золото                            | Серебро                     | Бронза                                                                   |
| ---------------------------------------------------------------- | --------------------------------- | --------------------------- | ------------------------------------------------------------------------ |
| До 46 кг Отчёт (недоступная ссылка)                              | Анастасия Валуева Россия          | Рукие Йылдырым Турция       | Ицель Адилен Маньяррес Бастидас Мексика Ляо Вэйчунь Китайская Республика |
| До 49 кг Отчёт (недоступная ссылка)                              | Александра Лычагина Россия        | Ким Джэа Южная Корея        | Хун Шихань Китайская Республика Маэва Кутан Франция                      |
| До 53 кг                                                         | Хатис Кубра Янгин Турция          | Лаура Урриола Атека Испания | Азиза Чамберс США Ивэтт Гонда Канада                                     |
| До 57 кг Отчёт (недоступная ссылка)                              | Марлен Арно Франция               | Хоу Юйчжо КНР               | Екатерина Мусихина Россия Ким Сохи Южная Корея                           |
| До 62 кг Отчёт (недоступная ссылка)                              | Но Ынсиль Южная Корея             | Эва Кальво Гомес Испания    | Кармен Мартон Австралия Эдина Коцис Венгрия                              |
| До 67 кг Отчёт (недоступная ссылка)                              | Го Юньфэй КНР                     | Фуркан Асена Айдын Турция   | Сехам Савали Египет У Сыми Южная Корея                                   |
| До 73 кг                                                         | Чжуан Цзяцзя Китайская Республика | Пак Миын Южная Корея        | Элена Гомес Мартинес Испания Анн Каролин Граффе Франция                  |
| Свыше 73 кг Отчёт (недоступная ссылка)                           | Чжан Юнтун КНР                    | Виам Дислам Марокко         | Ольга Иванова Россия Туба Абус Турция                                    |
| Индивидуальные соревнования по пхумсэ Отчёт (недоступная ссылка) | Чжан Цзинцзин КНР                 | Махса Мардани Иран          | Пак Чиён Южная Корея Оллин Медина Мексика                                |
| Командные соревнования по пхумсэ Отчёт (недоступная ссылка)      | Южная Корея                       | Иран                        | КНР Вьетнам                                                              |

## Микст
| Дисциплина                                                       | Золото      | Серебро | Бронза           |
| ---------------------------------------------------------------- | ----------- | ------- | ---------------- |
| Соревнования по пхумсэ. Парный разряд Отчёт (недоступная ссылка) | Южная Корея | Вьетнам | Германия Мексика |

## Ссылка
- Соревнования по тхэквондо на сайте Универсиады 2011  (англ.)